# 尼科·波蒂厄斯
尼科·波蒂厄斯（英語：Nico Porteous，2001年11月23日—）生于哈密尔顿，是一名新西兰男子自由式滑雪运动员，主攻半管项目。尼科受父母的影响，四岁时开始接触滑雪，六岁时，他首次在专业教练的指导下训练。他的哥哥米格尔同样也是主攻自由式滑雪半管的选手，两人时常互相竞争。尼科和哥哥米格尔共同入选2018年平昌冬奥新西兰代表团阵容，他在自由式滑雪男子半管项目上摘得铜牌，以16岁又91天的年龄取代先前摘得单板滑雪女子大跳台铜牌的佐伊·萨多夫斯基-辛诺特，成为最年轻的新西兰奥运奖牌得主。